# Hyundai Getz

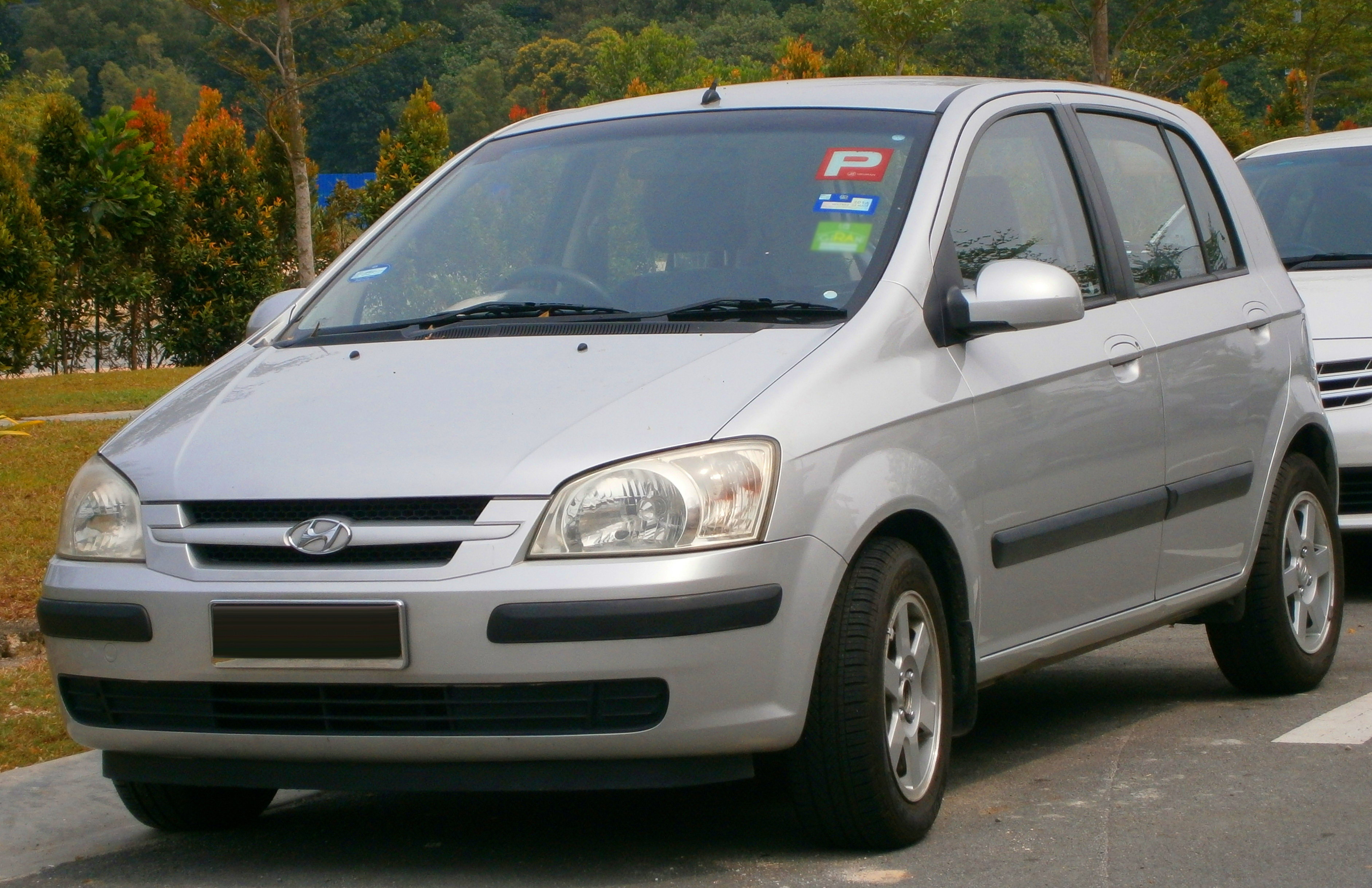
Hyundai Getz (2004)

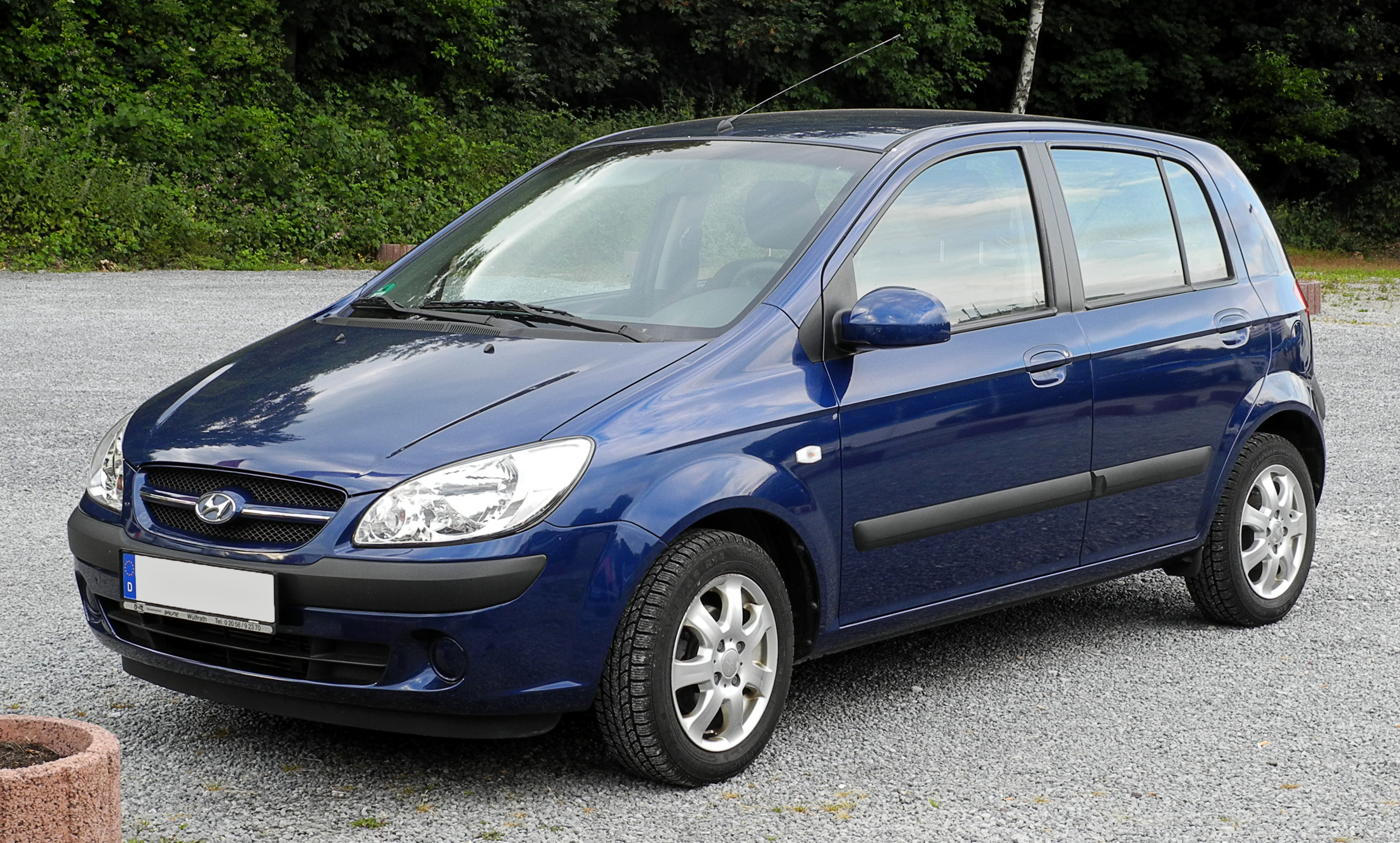
Hyundai Getz efter facelift

Hyundai Getz är en småbil som tillverkades mellan 2002 och 2011. Getz var i samma storleksklass som Citroën C3 och Volkswagen Polo. Den presenterades 2002 som årsmodell 2003 och placerade sig då mellan den mindre Atos och den större Accent. Modellen utvecklades till stora delar i Tyskland. Namnet Getz sägs ibland härstamma från den koreanska tolkningen av den tyska frasen Wie geht's (ung. "Hur mår du"); alltså ett slags hälsningsfras med positiva associationer. Andra källor anger att namnet härrör från det engelska uttrycket get that, där sista ordet helt enkelt har ersatts av ett z. Namnet har således inget med saxofonisten Stan Getz att göra. Karossen är av halvkombityp och erbjöds från början med tre eller fem dörrar. År 2005 genomgick modellen en ansiktslyftning, med nya strålkastare, inredningsdetaljer och stötfångare som resultat. I och med detta försvann också tredörrarsversionen från den svenska marknaden.
År 2006 utsåg Länsförsäkringar Getz till årets näst mest driftsäkra bil.
2008 introduerades efterträdaren Hyundai i20 men de två modellerna fanns parallellt till 2011.

## Motorer
| Modell   | Årsmodell | Motor                   | Cylindervolym | Effekt | Vridmoment | Bränslesystem      |
| -------- | --------- | ----------------------- | ------------- | ------ | ---------- | ------------------ |
| 1.1      | 2003-2005 | 4-cyl radmotor SOHC 12V | 1086 cm³      | 62 hk  | 94 Nm      | Bränsleinsprutning |
| 1.1      | 2006-2009 | 4-cyl radmotor SOHC 12V | 1086 cm³      | 67 hk  | 99 Nm      | Bränsleinsprutning |
| 1.3      | 2003-2005 | 4-cyl radmotor SOHC 12V | 1341 cm³      | 82 hk  | 117 Nm     | Bränsleinsprutning |
| 1.4      | 2006-2009 | 4-cyl radmotor DOHC 16V | 1399 cm³      | 97 hk  | 126 Nm     | Bränsleinsprutning |
| 1.6      | 2003-2005 | 4-cyl radmotor DOHC 16V | 1599 cm³      | 105 hk | 143 Nm     | Bränsleinsprutning |
| 1.6      | 2006-2009 | 4-cyl radmotor DOHC 16V | 1599 cm³      | 106 hk | 144 Nm     | Bränsleinsprutning |
| 1.5 CRDi | 2004-2005 | 3-cyl radmotor DOHC 12V | 1493 cm³      | 80 hk  | 182 Nm     | Turbodiesel        |
| 1.5 CRDi | 2006-2009 | 4-cyl radmotor DOHC 16V | 1493 cm³      | 88 hk  | 215 Nm     | Turbodiesel        |
| 1.5 CRDi | 2008-2009 | 4-cyl radmotor DOHC 16V | 1493 cm³      | 110 hk | 235 Nm     | Turbodiesel        |

- Wikimedia Commons har media som rör Hyundai Getz.